# Akmecetski Stavkî, Domanivka
Akmecetski Stavkî (în ucraineană Акмечетські Ставки) este localitatea de reședință a comunei Akmecetski Stavkî din raionul Domanivka, regiunea Mîkolaiiv, Ucraina.

## Demografie
Componența lingvistică a localității Akmecetski Stavkî
     Ucraineană (93,94%)
     Rusă (5,79%)
     Alte limbi (0,28%)
Conform recensământului din 2001, majoritatea populației localității Akmecetski Stavkî era vorbitoare de ucraineană (93,94%), existând în minoritate și vorbitori de rusă (5,79%).